# HD221226
HD221226 — хімічно пекулярна зоря спектрального класу F3, що має видиму зоряну величину в смузі V приблизно  7,5.
Вона  розташована на відстані близько 370,2 світлових років від Сонця.